# كينيا آبي
كينيا آبي (باليابانية: 安部欣哉؛ بالكانا: あべ きんや) هو مبارز بالسيف ياباني، ولد في 3 مارس 1969 في أكيتا في اليابان.

## وصلات خارجية
- كينيا آبي على موقع أوليمبيديا (الإنجليزية)